# Arschan (Burjatien)
Arschan (russisch Аршан) ist ein Berg- und Luftkurort im Rajon Tunkinski, Republik Burjatien, (Russland). Er liegt auf 900 m Höhe im östlichen Sajangebirge. Der Ort hat 2435 Einwohner (Stand 2009).
Auf dem Gebiet des Ortes liegt der Choimorski-Dazan, ein Dazan (buddhistisches Kloster mit Lehrstätte).

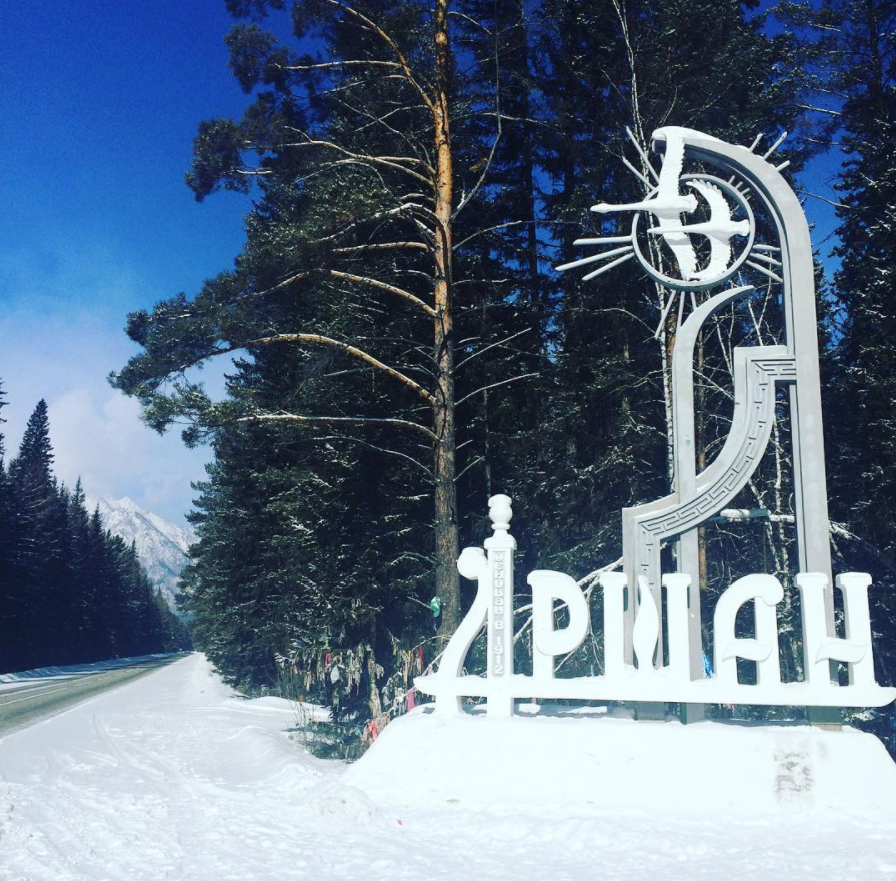
Am Eingang zum Dorf Arschan
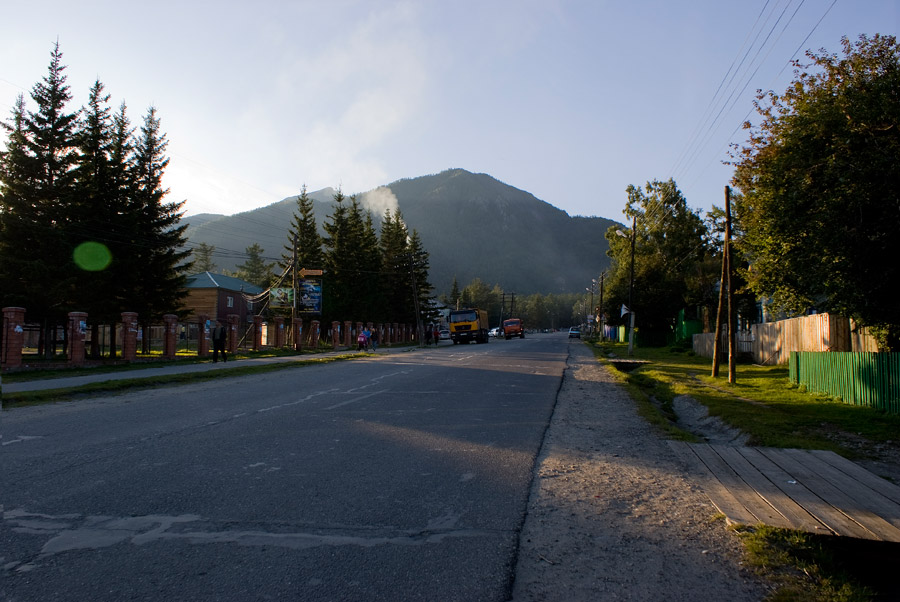
Arschan, Hauptstraße